# Euphitrea omeia
Euphitrea omeia is een keversoort uit de familie bladkevers (Chrysomelidae). De wetenschappelijke naam van de soort werd in 2006 gepubliceerd door Yong Zhang.